# Ikki Tousen
Ikki Tousen (一騎当千, Ikkitōsen, litt. « Une personne en valant mille ») est un manga de Yūji Shiozaki basé sur le livre Histoire des Trois Royaumes de Luo Guanzhong. Il a été prépublié depuis 2000 à novembre 2014 dans le magazine Comic Gum dont vingt-trois volumes sont sortis. En octobre 2015, le manga change de magazine pour aller dans le Young King Ours. La version française du manga est licenciée par Panini Comics mais seuls douze volumes ont été publiés.
À la suite du succès du manga, une série d'animation a été adaptée par plusieurs studios d'animation et est diffusée depuis le 30 juillet 2003 sur AT-X au Japon. La série est découpée sous forme de saisons, la première se nomme Ikki Tousen composé de 13 épisodes, la deuxième Ikki Tousen Dragon Destiny de 12 épisodes et 6 OAV, la troisième Ikki Tousen Great Guardians de 12 épisodes et 6 OAV, la quatrième Ikki Tousen Xtreme Xecutor de 12 épisodes et 6 OAV. Un OAV spécial intitulé Ikki Tousen: Shūgaku Tōshi Keppū-roku est sorti le 12 novembre 2011 au Japon,. Deux autres OAV sont diffusés en décembre 2014.
En France, l'anime est diffusé sur Gong et sur Game One depuis septembre 2009.

## Synopsis
Les histoires sont différentes dans chaque saison mais les personnages restent les mêmes.

### Ikki Tousen
Dans la région du Kanto, au Japon, les élèves des sept écoles se font la guerre suivant un système d'alliances et de trahison dans le but de conquérir plus de pouvoir et plus de territoires. Chaque élève qui se bat pour une école est nommé « Toushi » et porte une étrange pierre à la forme d'une moitié de yin-yang sur l'oreille gauche nommée « magatama » (ou perle sacrée) qui renferme l'âme d'un personnage historique de l’ère Sangokushi, le destin de chaque combattant est régi par le destin de l'âme contenue dans son magatama. Le but révélé de chaque personnage est de vaincre son destin, de le modifier. Hakufu Sonsaku, une jeune fille bien proportionnée, qui adore se battre et qui est stupide à souhait, arrive pour la première fois au Japon où elle va vivre et aller à la même école que son cousin Kōkin Shūyu. Elle fait une entrée remarquée dès le premier jour en battant à plate couture plusieurs combattants de l'école. Une rumeur se met alors à circuler ; elle serait la réincarnation du Toushi le plus puissant qui ait marqué l'histoire il y a 1800 ans…

### Ikki Tousen Dragon Destiny
Dragon Destiny se déroule un an après le début de la première série. Contrairement à la série précédente, on ne suit pas les aventures de Hakufu Sonsaku (bien qu'elle soit présente) mais celles de Unchou Kan-u de l'Académie Seito.
Toutaku, du lycée Rakuyou, est mort lors du précédent grand tournoi des « Toushi » (lycéens, réincarnations des héros d'il y a 1800 ans). La position d'école dominante est donc vacante et revendiquée par Kyosho. La lutte fait rage entre, notamment, les académies de Nanyou (sous les ordres de Hakufu Sonsaku), de Kyoshō (menée par Moutoku Sousou) et le lycée Seito (Gentoku Ryūbi) pour le contrôle du Kanto.
Shimei Ryomou, de l'académie Nanyou, met la main sur le Dragon de Jade après une âpre lutte contre Myousai Kakouen de l'académie Kyoshō. Ce dragon semble en effet posséder le pouvoir de maîtriser la puissance conférée par les trois souverains aux Toushi en lesquels ils se sont réincarnés et ainsi vaincre la malédiction des magatama… Un objet fort convoité tant par Moutoku Sousou, réincarnation du Roi Démon, que par Seito car Gentoku est dans l'incapacité de contrôler le dragon qu'elle abrite et qui lui ronge peu à peu le corps.

### Ikki Tousen Great Guardians
L'histoire continue pour Hakufu Sonsaku, Unchou Kan-u et tous les autres porteurs des âmes des guerriers légendaires des trois royaumes de Chine. Cette saison voit en outre le retour de Housen Ryofu.

### Ikki Tousen Xtreme Xecutor
Un nouveau tournoi opposant les différentes écoles de combat est proposé par un inconnu, et voici les principaux guerriers de chaque village partis pour s'affronter. Pendant ce temps, Mouki Bachou (présente dès le début dans le manga) fait son apparition et cherche à venger son frère, assassiné selon elle par Moutoku Sousou…

## Les personnages
Hakufu Sonsaku (孫策 伯符, Sonsaku Hakufu)
Dotée d’une plastique pour le moins généreuse mais nettement moins gâtée au niveau de l’intelligence, Hakufu est une jeune fille naïve et insouciante qui vit sous la coupe (et les constantes tortures!) de sa mère Goei. Pleine de bonne volonté mais assez empotée, c’est une assez bonne combattante dotée d'une force physique exceptionnelle, en plus d’abriter un dragon. Ses formes ne manquent jamais d’attiser la convoitise des garçons, qui la draguent sans qu’elle ne s’en rende vraiment compte et elle apparaît souvent en petite tenue devant son cousin, sans se douter de l’effet qu’elle produit…
Shimei Ryomou (呂蒙 子明, Ryomou Shimei)
Jeune fille étrange, renfermée au point de paraître totalement dénuée d’émotions, Shimei porte en permanence un cache car son œil gauche est ensorcelé. Elle semble avoir une prédilection pour les uniformes de servante. Cela ne l’empêche pas d’être une combattante redoutable qui s’est spécialisée dans les prises d’immobilisation en tous genres, n’hésitant pas à faire usage de la paire de menottes qu’elle a toujours avec elle. Elle respecte Hakufu et fait tout son possible pour lui venir en aide chaque fois que cette dernière est en mauvaise posture.
Kôkin Shûyu (周瑜 公瑾, Shūyu Koukin)
Issu d’une riche famille et plutôt beau gosse, Kôkin est le cousin de Hakufu, pour laquelle il a le béguin. Mais ni sa grande timidité, ni l’extrême candeur dont Hakufu fait preuve en sa présence ne lui facilitent la vie. C’est un combattant de rang C que son manque de confiance empêche de progresser, malgré les grands pouvoirs dont il dispose. Il faut dire que, lorsqu’il était petit, c’est Hakufu qui venait à sa rescousse lorsqu’il était attaqué par les brutes de l’école.
Gentoku Ryûbi (劉備 玄徳, Ryūbi Gentoku)
Gentoku est censée être le leader des combattants de l’école Seitô, mais le moins que l’on puisse dire, c’est qu’elle n’impressionne personne par ses talents de guerrière. Étourdie, maladroite et pas vraiment athlétique (elle ne sait même pas nager), elle préfère de loin se réfugier dans la lecture. Elle possède cependant un dragon très puissant qui ne se réveille que par intermittence, et surtout lorsque ses amies Unchô et Ekitoku sont en danger.
Unchô Kan-u (関羽 雲長, Unchou Kan-u)
Probablement la plus puissante des combattantes actuellement en vie, Unchô est bien décidée à suivre sa destinée, qui est de protéger son leader Gentoku. Il faut dire qu’elle en est secrètement amoureuse… Elle est la détentrice du légendaire sabre Kusanagi et son Chi est extrêmement puissant. Elle se voit forcée d’attaquer Hakufu et les autres combattantes de Nanyô aux côtés des sbires de Sôsô, le leader de Kyoshô, afin d’empêcher ce dernier de s’en prendre à Gentoku.
Ekitoku Chôhi (張飛 益徳, Chouhi Ekitoku)
Petite, autoritaire et grande amatrice de friandises en tous genres, Ekitoku est la meilleure amie de Ryûbi, même si elle ne peut s’empêcher d’être frustrée par le manque de puissance et d’ambition de cette dernière. Bien qu’elle soit plutôt faible, ses origines la destinent à devenir un jour une combattante extrêmement puissante.
Kômei Shokatsuryô (諸葛亮 孔明, Shokatsuryou Koumei)
Surnommée le "Dragon accroupi", Kômei est une jeune fille tranquille et mystérieuse qui passe sa vie aux côtés de Gentoku et qui est bien décidée à tout faire pour que celle-ci atteigne les objectifs qu’elle s’est fixés. On dit que, malgré son âge et son apparente innocence, elle manipule les événements dans l’ombre. Elle aussi semble avoir le béguin pour Gentoku.
Shiryû Chôun (趙雲 子龍, Chōun Shiryū)
Avec ses yeux perpétuellement fermés et sa chevelure argentée, Shirû est une jeune fille qui sort de l’ordinaire. C’est aussi une combattante très puissante qui manie avec une grande dextérité le sabre qui ne la quitte jamais. Elle semble quasiment invincible mais sa force est difficile à mesurer car elle ne dispute pas beaucoup de combats et elle ne semble pas vraiment s’impliquer face à ses adversaires.

## Manga

### Fiche technique
- Édition japonaise : Wani Books (2000 - 2015)  Shonen Gahosha (depuis 2015)
  - Nombre de volumes sortis : 23 (en cours)
  - Prépublication : Comic Gum (2000 - 2015)  Young King Ours (depuis 2015)
  - Date de première publication : 2000
- Édition française : Panini Comics
  - Nombre de volumes sortis : 12 (stoppé)
  - Date de première publication : 4 avril 2004
  - Format : 115 mm x 180 mm
  - Nombre de pages par volume : 160

### Liste des volumes
| no | Japonais          | Japonais          | Français        | Français      |
| no | Date de sortie    | ISBN              | Date de sortie  | ISBN          |
| -- | ----------------- | ----------------- | --------------- | ------------- |
| 1  | 25 octobre 2000   | 4-8470-3329-9     | 4 avril 2004    | 9782845382909 |
| 2  | 25 avril 2001     | 4-8470-3396-5     | 23 août 2004    | 9782845383210 |
| 3  | 25 octobre 2001   | 4-8470-3414-7     | 6 novembre 2004 | 9782845383951 |
| 4  | 25 avril 2002     | 4-8470-3429-5     | 10 février 2005 | 9782845384415 |
| 5  | 24 novembre 2002  | 4-8470-3388-4     | 10 juin 2005    | 9782845385108 |
| 6  | 24 août 2003      | 4-8470-3452-X     | 27 octobre 2005 | 9782845385788 |
| 7  | 25 mars 2004      | 4-8470-3465-1     | 23 février 2006 | 9782845386518 |
| 8  | 24 octobre 2004   | 4-8470-3482-1     | 24 mai 2006     | 9782845387232 |
| 9  | 25 mai 2005       | 4-8470-3502-X     | 24 août 2006    | 9782845387751 |
| 10 | 22 décembre 2005  | 4-8470-3530-5     | 22 mars 2007    | 9782845389373 |
| 11 | 25 mai 2006       | 4-8470-3549-6     | 28 juin 2007    | 9782809400168 |
| 12 | 11 janvier 2007   | 978-4-8470-3586-9 | 27 mars 2008    | 9782809402100 |
| 13 | 23 septembre 2007 | 978-4-8470-3610-1 |                 |               |
| 14 | 25 juillet 2008   | 978-4-8470-3645-3 |                 |               |
| 15 | 23 mars 2009      | 978-4-8470-3675-0 |                 |               |
| 16 | 25 septembre 2009 | 978-4-8470-3698-9 |                 |               |
| 17 | 25 juin 2010      | 978-4-8470-3726-9 |                 |               |
| 18 | 25 mars 2011      | 978-4-8470-3764-1 |                 |               |
| 19 | 25 février 2012   | 978-4-8470-3802-0 |                 |               |
| 20 | 26 septembre 2012 | 978-4-8470-3828-0 |                 |               |
| 21 | 25 mars 2013      | 978-4-8470-3860-0 |                 |               |
| 22 | 25 janvier 2014   | 978-4-8470-3902-7 |                 |               |
| 23 | 25 novembre 2014  | 978-4-8470-3943-0 |                 |               |
| 24 | 25 septembre 2015 | 978-4-8470-3969-0 |                 |               |

## Anime

### Fiche technique
| Titre original                 | Ikki Tousen                           | Ikki Tousen Dragon Destiny            | Ikki Tousen Great Guardians           | Ikki Tousen Xtreme Xecutor            | Ikki Tousen: Extravaganza Epoch       |                                       |
| ------------------------------ | ------------------------------------- | ------------------------------------- | ------------------------------------- | ------------------------------------- | ------------------------------------- | ------------------------------------- |
| Créateur du manga              | Yūji Shiozaki                         | Yūji Shiozaki                         | Yūji Shiozaki                         | Yūji Shiozaki                         | Yūji Shiozaki                         | Yūji Shiozaki                         |
| Réalisation                    | Takashi Watanabe                      | Kōichi Ōhata                          | Kōichi Ōhata                          | Kōichi Ōhata                          | Masashi Kudo                          |                                       |
| Character designer             | Shin'ya Hasegawa                      | Rin Shin                              | Rin Shin                              | Rin Shin Junji Goto                   | ?                                     |                                       |
| Musique                        | Hiroshi Motokura Project IKKI         | Kōji Takanashi                        | Kōji Takanashi                        | Kōji Takanashi                        | Yasuharu Takanashi                    |                                       |
| Studio d'animation             | J. C. Staff                           | ARMS                                  | ARMS                                  | TNK et ARMS                           | ARMS                                  |                                       |
| Nombre d'épisodes              | 13                                    | 12                                    | 12                                    | 12                                    | 0                                     |                                       |
| Nombre d'OAV                   | 0                                     | 6                                     | 6                                     | 6                                     | 2                                     |                                       |
| Genre                          | Comédie, action, arts martiaux, ecchi | Comédie, action, arts martiaux, ecchi | Comédie, action, arts martiaux, ecchi | Comédie, action, arts martiaux, ecchi | Comédie, action, arts martiaux, ecchi | Comédie, action, arts martiaux, ecchi |
| Année de production            | 2003                                  | 2007                                  | 2008                                  | 2010                                  | 2014                                  |                                       |
| Licence japonaise et française | Media Factory et Kazé                 | Media Factory et Kazé                 | Media Factory et Kazé                 | Media Factory et Kazé                 | Media Factory et Kazé                 | Media Factory et Kazé                 |

- Version française
  - Société de doublage : Studio Wantake[6],[7],[8]
  - Direction artistique : Bruno Méyère (saison 2[6]) / Grégory Laisné (saison 3[8])
  - Adaptation des dialogues : Adélaïde Pralon, Marie Ryckebusch, Mirentxu Pascal D'Audaux, Nathalie San Miguel et Pierre-Édouard Dumora (saison 3)[8]

### Épisodes

#### Première saison:Ikkitousen(2003)
| No | Titre français                                | Titre japonais | Titre japonais | Date de 1re diffusion |
| No | Titre français                                | Kanji          | Rōmaji         | Date de 1re diffusion |
| -- | --------------------------------------------- | -------------- | -------------- | --------------------- |
| 1  | Les Champions                                 | 壱             | Ichi           | 30 juillet 2003       |
| 2  | Une confrontation chez Nanyou                 | 弐             | Ni             | 6 août 2003           |
| 3  | Ma chasteté est en danger                     | 参             | San            | 13 août 2003          |
| 4  | Un duel ! Taishiji contre Sonsaku             | 四             | Yon            | 20 août 2003          |
| 5  | Une école contre-attaque                      | 伍             | Go             | 27 août 2003          |
| 6  | Le Grand Tournoi commence                     | 六             | Roku           | 3 septembre 2003      |
| 7  | Une confrontation avec le destin              | 七             | Nana           | 10 septembre 2003     |
| 8  | Pourquoi ? La Trahison de Gōei !              | 八             | Hachi          | 17 septembre 2003     |
| 9  | Chapitre Neuf                                 | 九             | Kyuu           | 24 septembre 2003     |
| 10 | Une rencontre entre le souverain et le Diable | 拾             | Jû             | 1er octobre 2003      |
| 11 | Ryofu : Amour et Mort                         | 拾壱           | Jû-ichi        | 8 octobre 2003        |
| 12 | Chapitre Douze                                | 拾弐           | Jû-ni          | 15 octobre 2003       |
| 13 | Adieu à Hakufu et les Jours de combats        | 拾参           | Jû-san         | 22 octobre 2003       |

#### Deuxième saison:Ikkitousen Dragon Destiny(2007)
| No | Titre français                                    | Titre japonais | Titre japonais | Date de 1re diffusion |
| No | Titre français                                    | Kanji          | Rōmaji         | Date de 1re diffusion |
| -- | ------------------------------------------------- | -------------- | -------------- | --------------------- |
| 1  | Les Mouvements de l'esprit d'un dragon nouveau-né | 龍魂胎動       |                | 26 février 2007       |
| 2  | Le Réveil du roi maléfique                        | 魔王覚醒       |                | 5 mars 2007           |
| 3  | Ruissellement de sang, des larmes répandues       | 流血落涙       |                | 12 mars 2007          |
| 4  | Rencontre hasardeuse entre deux dragons           | 弐龍邂逅       |                | 19 mars 2007          |
| 5  | Cruel Toushi                                      | 闘士無惨       |                | 26 mars 2007          |
| 6  | Une rencontre avec le dragon endormi              | 伏龍逢着       |                | 2 avril 2007          |
| 7  | La Reddition de Kan-U                             | 関羽投降       |                | 9 avril 2007          |
| 8  | La Glorieuse Défaite d'un officier                | 小覇王散華     |                | 16 avril 2007         |
| 9  | Une amitié bouleversée                            | 友義滅裂       |                | 23 avril 2007         |
| 10 | La Vissitude de Koukin                            | 公瑾流轉       |                | 30 avril 2007         |
| 11 | La Guerre des Toushi                              | 闘士乱戦       |                | 7 mai 2007            |
| 12 | Chibi Allaze                                      | 赤壁炎上       |                | 14 mai 2007           |

#### Troisième saison:Ikkitousen Great Guardians(2008)
| No | Titre français                                                      | Titre japonais                 | Titre japonais                            | Date de 1re diffusion |
| No | Titre français                                                      | Kanji                          | Rōmaji                                    | Date de 1re diffusion |
| -- | ------------------------------------------------------------------- | ------------------------------ | ----------------------------------------- | --------------------- |
| 1  | L'art de la guerre est d'une importance vitale pour l'état          | 兵は国の大事なり               | Hei ha kuni no daiji nari                 | 11 juin 2008          |
| 2  | Toute guerre est basée sur une illusion                             | 兵とは詭道なり                 | Hei to ha kidou nari                      | 18 juin 2008          |
| 3  | Les morts ne peuvent pas revenir à la vie                           | 死者は復た生くべからず         | Shisha ha fuku ta nama kube karazu        | 25 juin 2008          |
| 4  | Traite tes soldats comme des enfants                                | 卒を視ること嬰児のごとし       | Sotsu o miru koto eiji no gotoshi         | 2 juillet 2008        |
| 5  | Ne combat pas sauf s'il y a danger                                  | 危うきに非ざれば戦わず         | Abunauki ni arazareba tatakawazu          | 9 juillet 2008        |
| 6  | Le Plus Vertueux d'entre eux                                        | 上智を以て間者と為す           | Jouchi wo motte kan mono to nasu          | 16 juillet 2008       |
| 7  | Comme une vierge                                                    | 始めは処女の如く               | Hajime wa shojo no gotoku                 | 23 juillet 2008       |
| 8  | Au peuple mais pas pour le peuple                                   | 人を致して人に致されず         | Hito wo itashite hito ni itasarezu        | 30 juillet 2008       |
| 9  | Beaucoup de calculs assurent une victoire. Peu assurent une défaite | 算多きは勝ち、算少なきは勝たず | San ooki wa kachi, san sukunaki wa katazu | 6 août 2008           |
| 10 | Attaquer l'ennemi de l'intérieur                                    | 上兵は謀を伐つ                 | Uehei wa bou wo batsu                     | 13 août 2008          |
| 11 | Prendre l'initiative assure la défaite de l'ennemi                  | 先ずその愛する所を奪う         | Mazu sono aisuru tokoro wo ubau           | 20 août 2008          |
| 12 | Destinés à se retrouver après avoir été séparés pendant longtemps   | 専まりて一と為る               | Sen marite hito to suru                   | 27 août 2008          |

#### Quatrième saison:Ikki Tousen Xtreme Xecutor(2010)
Note : Attention, les titres français sont de simples traductions du japonais.
| No | Titre français         | Titre japonais | Titre japonais     | Date de 1re diffusion |
| No | Titre français         | Kanji          | Rōmaji             | Date de 1re diffusion |
| -- | ---------------------- | -------------- | ------------------ | --------------------- |
| 1  | Guerrier trempé        | 濡れる闘士     | Nureru Tōshi       | 26 mars 2010          |
| 2  | Camarades réunis       | 集う仲間       | Tsudō Nakama       | 2 avril 2010          |
| 3  | L’Entrainement du lion | 鍛える獅子     | Kitaeru Shishi     | 9 avril 2010          |
| 4  | Un démon attrayant     | 招く悪魔       | Maneku Akuma       | 16 avril 2010         |
| 5  | Les Liens de l'âme     | 魂の絆         | Tamashii no Kizuna | 23 avril 2010         |
| 6  | Resserrement des crocs | 群がる牙       | Muragaru Kiba      | 30 avril 2010         |
| 7  | Larmes silencieuses    | 沈黙の涙       | Chinmoku no Namida | 7 mai 2010            |
| 8  | Réunion de poings      | 再会は拳       | Saikai ha Kobushi  | 14 mai 2010           |
| 9  | Amour furieux          | 怒る愛         | Ikaru Ai           | 21 mai 2010           |
| 10 | Floraisons ténébreuses | 裂かれた闇     | Sakareta Yami      | 28 mai 2010           |
| 11 | Le Château brûlant     | 燃える城       | Moeru Shiro        | 4 juin 2010           |
| 12 | Éternel avenir         | 未来無限       | Mirai Mugen        | 11 juin 2010          |

#### OAV (2011)
| No | Titre français                        | Titre japonais | Titre japonais                        | Date de 1re diffusion |
| No | Titre français                        | Kanji          | Rōmaji                                | Date de 1re diffusion |
| --- | ------------------------------------- | -------------- | ------------------------------------- | --------------------- |
| 1 | Ikki Tousen: Shūgaku Tōshi Keppū-roku |                | Ikki Tousen: Shūgaku Tōshi Keppū-roku | 12 novembre 2011      |
| Cet OAV, sorti au cinéma, est une séquelle de la quatrième saison Ikki Tousen Xtrem Xecutor. La Nanyou Académie et la Seito High School font une excursion scolaire qui se finit à Kyoto lors d'une mission dont le but est d'augmenter leurs pouvoirs spirituels et la force brute par la collecte de « tsuba ». Bien sûr, l'avantage concurrentiel des deux écoles alliées et bien plus encore que leurs pouvoirs combinés sont une force que ni une course de bus, ni le Toushi Kyoto (combattants), ni Reikon sans corps, ni la pudeur ne peut les empêcher de dénigrer la beauté de Kyoto. |                                       |                |                                       |                       |

### Doublage
| Personnages       | Voix japonaises,                                 | Voix françaises,                                                                 |
| ----------------- | ------------------------------------------------ | -------------------------------------------------------------------------------- |
| Hakufu Sonsaku    | Masumi Asano                                     | Adeline Moreau (saison 1) Bénédicte Rivière (saison 2) Isabelle Volpe (saison 3) |
| Shimei Ryomô      | Yuko Kaida                                       | Cécile Nodie                                                                     |
| Kôkin Shûyu       | Satoshi Hino                                     | Bruno Méyère                                                                     |
| Gentoku Ryûbi     | Kei Shindō                                       | Caroline Combes                                                                  |
| Unchô Kan-u       | Hitomi Nabatame                                  | Marine Tuja (saison 1) Gaëlle Savary (saisons 2 et 3)                            |
| Ekitoku Chôhi     | Minori Chihara                                   | Annabelle Roux                                                                   |
| Kômei Shokatsuryô | Mai Kadowaki                                     | Cécile Nodie                                                                     |
| Shiryû Chôun      | Yuu Asakawa                                      | Camille Goyard                                                                   |
| Genjô Kakôton     | Yōji Ueda (saison 1) Shūhei Sakaguchi (saison 2) | Luc Boulad (saison 1) Damien Da Silva (saisons 2 et 3)                           |
| Goei              | Kikuko Inoue                                     | Catherine Desplaces                                                              |

## Produits dérivés

### DVD
Kazé est le studio qui produit et édite ces DVD regroupant l'intégralité de la VO/VF non censurée :
- 4 volumes sont sortis pour la première saison :
  - Le premier volume composé de 4 épisodes et 3 pour les volumes suivants, sont sortis entre le 23 novembre 2004 et le 24 février 2005.
  - Un coffret collector regroupant l'intégralité de la saison 1 (13 épisodes) est sorti le 22 novembre 2006.
- 4 volumes sont sortis pour la deuxième saison :
  - Chaque volume composé de 3 épisodes, sont sortis entre le 22 octobre 2008 et le 15 juillet 2009.
  - Un coffret collector regroupant l'intégralité de la saison 2 (12 épisodes) est sorti le 8 septembre 2010[9].
- 4 volumes sont sortis pour la troisième saison :
  - Chaque volume composé de 3 épisodes, sont sortis entre le 8 février 2010 et le 22 septembre 2010[10].
  - Un coffret collector regroupant l'intégralité de la saison 3 (12 épisodes) est sorti le 21 septembre 2011[11].

### Musiques
Première saison
Thème d'ouverture original : Drivin' Through the Night interprété par move
Thème de fermeture original :Let Me Be with You interprété par shela
Deuxième saison
L'OST de Dragon Destiny est composée par Hiroshi Motokura. Il comporte 22 pistes, en ne comptant pas l'ending et l'opening :
1. Ikkitousen Dragon Destiny (Main theme)
2. Tatakai
3. Yakudou (Kibou to Yorokobi) - Heart and Soul
4. Yasuragi - Garasu no Hana
5. Ryū no Hatsudou
6. Sousou & Moutoku no Theme
7. Ryūbi no Kakusei no Sadame
8. Battle
9. Ryuubi no Theme
10. Hiai
11. Jingle
12. Shibai no Heya - Sanbika
13. Ryūbi to Chouhi - Dotabata
14. Senran, Taitousuru Seiryoku
15. Tatakai Oete - Yuujou
16. Ryūhi Hotto Hitoikki
17. Ryūhi no Kakusei
18. Bukimi na Kinchou no Naka de
19. Teni no Theme - Sanbika
20. Sonsaku to Shūyu no Nagomi
21. Gekitou
22. Kunou

- L'opening est Heart & Soul, interprété par la chanteuse Mai Kariyuki.
- L'ending est chanté par Erica, sous le pseudonyme de Iori, le titre étant Garasu no Hana.

Troisième saison
- L'opening est No×Limit!, interprété par Ami.
- L'ending est Kage 〜shape of shadow〜 interprété par Rio Asaba.

Quatrième saison
- Thème d'ouverture original : Stargazer par Yuka Masuda
- Thème de fermeture original : Endless Soul 〜Owari naki Senshi par Hakufu Sonsaku (Masumi Asano) et Bachou (Aya Endō)

OAV 2011
- FATE　～on the way～ par MAI & AMI